# مانتزوما (کانزاس)
مانتزوما (به انگلیسی: Montezuma) شهری در ایالت کانزاس کشور ایالات متحده آمریکا است که جمعیت آن در سرشماری سال ۲۰۱۰ میلادی، ۹۶۶ نفر بوده‌است.